# Sanxianling (sockenhuvudort i Kina, Jiangxi Sheng, lat 28,67, long 117,33)
Sanxianling (kinesiska: 三县岭) är en sockenhuvudort i Kina. Den ligger i provinsen Jiangxi, i den sydöstra delen av landet, omkring 140 kilometer öster om provinshuvudstaden Nanchang. Antalet invånare är 15 477. Befolkningen består av 7 211 kvinnor och 8 266 män. Barn under 15 år utgör 27,0 %, vuxna 15-64 år 64 %, och äldre över 65 år 7,0 %.
Runt Sanxianling är det ganska tätbefolkat, med 214 invånare per kvadratkilometer. Närmaste större samhälle är Zhongbu, 19,7 km norr om Sanxianling. I omgivningarna runt Sanxianling växer i huvudsak blandskog.
Genomsnittlig årsnederbörd är 2 653 millimeter. Den regnigaste månaden är juni, med i genomsnitt 449 mm nederbörd, och den torraste är oktober, med 41 mm nederbörd.